# Ceterum censeo Carthaginem esse delendam
Ceterum censeo Carthaginem esse delendam (eller Praeterea censeo Carthaginem delendam esse) er latin og betyder "I øvrigt mener jeg, at Kartago bør ødelægges".
Sætningen er berømt, ikke mindst fordi den romerske senator Cato den Ældre ifølge historikeren Plutarch afsluttede alle sine taler i Senatet med disse ord. Cato var efter en rejse til Kartago i år 157 f.Kr. under et forgæves forsøg på mægling først blevet overvældet af Kartagos velstand og dernæst overbevist om, at byen var en trussel mod Rom. Cato fik med tiden sin vilje, og Kartago blev fuldstændigt tilintetgjort i den tredje puniske krig 146 f.Kr.
Til sentensens berømthed har givetvis også bidraget, at den indeholder to for latinsk grammatik karakteristiske størrelser, nemlig formen gerundiv (delendam) og konstruktionen akkusativ med infinitiv (Carthaginem esse), hvorfor den har været yndet som illustration af latinlærere.[kilde mangler]